# Dalmacio Vélez Sársfield (Córdova)
Dalmacio Vélez Sársfield é um município da província de Córdova, na Argentina.